# Critérium du Dauphiné 2011
63. edycja wyścigu kolarskiego Critérium du Dauphiné odbyła się od 5 czerwca do 12 czerwca 2011 roku. Trasa tego francuskiego, wieloetapowego wyścigu liczyła osiem etapów, o łącznym dystansie 1053 km. Wyścig zaliczany był do rankingu światowego UCI World Tour 2011.
Zwyciężył kolarz brytyjski startujący w ekipie Team Sky Bradley Wiggins, drugi był Australijczyk Cadel Evans, a trzeci Kazach Aleksandr Winokurow.
W wyścigu startowało czterech polskich kolarzy: z nr startowym 97. Maciej Paterski z Liquigas-Cannondale (zajął 29. miejsce), ze 196. Rafał Majka z Saxo Bank Sungard (34. na mecie), z 206. Przemysław Niemiec z Lampre ISD (84. na mecie) i z nr 214. Michał Gołaś z Vacansoleil-DCM (85. w klasyfikacji końcowej).

## Uczestnicy
Na starcie wyścigu stanęły 22 ekipy. Wśród nich znajdują się wszystkie osiemnaście ekip UCI World Tour 2011 oraz cztery inne zaproszone przez organizatorów.
Lista drużyn uczestniczących w wyścigu:
| Numery  | Kod | Drużyna             |
| ------- | --- | ------------------- |
| 1-8     | RSH | Team RadioShack     |
| 11-18   | AST | Pro Team Astana     |
| 21-27   | THR | HTC - Highroad      |
| 31-38   | OLO | Omega Pharma-Lotto  |
| 41-48   | SAU | Saur-Sojasun        |
| 51-58   | COF | Cofidis             |
| 61-68   | ALM | AG2R-La Mondiale    |
| 71-78   | BMC | BMC Racing Team     |
| 81-88   | RAB | Rabobank            |
| 91-98   | LIQ | Liquigas-Cannondale |
| 101-108 | EUS | Euskaltel-Euskadi   |

| Numery  | Kod | Drużyna                 |
| ------- | --- | ----------------------- |
| 111-118 | GRM | Garmin-Cervelo          |
| 121-128 | SKY | Procycling Sky          |
| 131-138 | EUC | Team Europcar           |
| 141-148 | KAT | Team Katusha            |
| 151-158 | FDJ | Française des Jeux      |
| 161-168 | MOV | Team Movistar           |
| 171-178 | QST | Quick Step Cicling Team |
| 181-188 | LEO | Team Leopard-Trek       |
| 191-198 | SBS | Saxo Bank Sungard       |
| 201-208 | LAM | Lampre ISD              |
| 211-218 | VCD | Vacansoleil-DCM         |

## Etapy
| Etap   | Data       | Start - Meta                             | km    | Typ | Zwycięzca etapu       | Lider               |
| ------ | ---------- | ---------------------------------------- | ----- | --- | --------------------- | ------------------- |
| prolog | 5 czerwca  | Saint-Jean-de-Maurienne                  | 5,5   | ITT | Lars Boom             | Lars Boom           |
| 1.     | 6 czerwca  | Albertville – Saint-Pierre-de-Chartreuse | 144   |     | Jurgen Van den Broeck | Aleksandr Winokurow |
| 2.     | 7 czerwca  | Voiron – Lyon                            | 179   |     | John Degenkolb        | Aleksandr Winokurow |
| 3.     | 8 czerwca  | Grenoble – Grenoble                      | 42,5  | ITT | Tony Martin           | Bradley Wiggins     |
| 4.     | 9 czerwca  | La Motte-Servolex – Mâcon                | 172   |     | John Degenkolb        | Bradley Wiggins     |
| 5.     | 10 czerwca | Villars-les-Dombes – Les Gets            | 210   |     | Christophe Kern       | Bradley Wiggins     |
| 6.     | 11 czerwca | Les Gets – Allevard                      | 192.5 |     | Joaquim Rodríguez     | Bradley Wiggins     |
| 7.     | 12 czerwca | Pontcharra – La Toussuire                | 117,5 |     | Joaquim Rodríguez     | Bradley Wiggins     |

### Prolog: 5 czerwca 2011:Saint-Jean-de-Maurienne5,5 km
| Lp.  | Zawodnik            | Zespół | Czas   |
| ---- | ------------------- | ------ | ------ |
| 1.   | Lars Boom           | RAB    | 06'18" |
| 2.   | Aleksandr Winokurow | AST    | + 02"  |
| 3.   | Bradley Wiggins     | SKY    | + 05"  |
|      |                     |        |        |
| 76.  | Michał Gołaś        | VCD    | + 27"  |
| 108. | Rafał Majka         | SBS    | + 35"  |
| 131. | Maciej Paterski     | LIQ    | + 39"  |
| 162. | Przemysław Niemiec  | LAM    | + 52"  |

| Lp.  | Zawodnik            | Zespół | Czas   |
| ---- | ------------------- | ------ | ------ |
| 1.   | Lars Boom           | RAB    | 06'18" |
| 2.   | Aleksandr Winokurow | AST    | + 02"  |
| 3.   | Bradley Wiggins     | SKY    | + 05"  |
|      |                     |        |        |
| 76.  | Michał Gołaś        | VCD    | + 27"  |
| 108. | Rafał Majka         | SBS    | + 35"  |
| 131. | Maciej Paterski     | LIQ    | + 39"  |
| 162. | Przemysław Niemiec  | LAM    | + 52"  |

### Etap 1: 6 czerwca 2011:Albertville–Saint-Pierre-de-Chartreuse144 km
| Lp.  | Zawodnik              | Zespół | Czas      |
| ---- | --------------------- | ------ | --------- |
| 1.   | Jurgen Van den Broeck | OLO    | 3h 36'42" |
| 2.   | Joaquim Rodríguez     | KAT    | + 06"     |
| 3.   | Cadel Evans           | BMC    | + 07"     |
|      |                       |        |           |
| 23.  | Przemysław Niemiec    | LAM    | + 54"     |
| 62.  | Maciej Paterski       | LIQ    | + 01'59"  |
| 73.  | Rafał Majka           | SBS    | + 02'13"  |
| 143. | Michał Gołaś          | VCD    | + 07'34"  |

| Lp.  | Zawodnik              | Zespół | Czas      |
| ---- | --------------------- | ------ | --------- |
| 1.   | Aleksandr Winokurow   | AST    | 3h 43'09" |
| 2.   | Jurgen Van den Broeck | OLO    | + 05"     |
| 3.   | Cadel Evans           | BMC    | + 07"     |
|      |                       |        |           |
| 42.  | Przemysław Niemiec    | LAM    | + 01'37"  |
| 70.  | Maciej Paterski       | LIQ    | + 02'29"  |
| 77.  | Rafał Majka           | SBS    | + 02'39"  |
| 142. | Michał Gołaś          | VCD    | + 07'52"  |

### Etap 2: 7 czerwca 2011:Voiron–Lyon179 km
| Lp.  | Zawodnik           | Zespół | Czas      |
| ---- | ------------------ | ------ | --------- |
| 1.   | John Degenkolb     | THR    | 4h 02'39" |
| 2.   | Samuel Dumoulin    | COF    | + 00"     |
| 3.   | Sébastien Hinault  | ALM    | + 00"     |
|      |                    |        |           |
| 34.  | Maciej Paterski    | LIQ    | + 06"     |
| 38.  | Michał Gołaś       | VCD    | + 06"     |
| 80.  | Rafał Majka        | SBS    | + 06"     |
| 134. | Przemysław Niemiec | LAM    | + 07'43"  |

| Lp.  | Zawodnik              | Zespół | Czas      |
| ---- | --------------------- | ------ | --------- |
| 1.   | Aleksandr Winokurow   | AST    | 7h 45'48" |
| 2.   | Jurgen Van den Broeck | OLO    | + 11"     |
| 3.   | Bradley Wiggins       | SKY    | + 11"     |
|      |                       |        |           |
| 54.  | Maciej Paterski       | LIQ    | + 02'35"  |
| 59.  | Rafał Majka           | SBS    | + 02'45"  |
| 106. | Michał Gołaś          | VCD    | + 07'58"  |
| 119. | Przemysław Niemiec    | LAM    | + 09'20"  |

### Etap 3: 8 czerwca 2011:Grenoble42,5 km
| Lp.  | Zawodnik             | Zespół | Czas     |
| ---- | -------------------- | ------ | -------- |
| 1.   | Tony Martin          | THR    | 55'27"   |
| 2.   | Bradley Wiggins      | SKY    | + 11"    |
| 3.   | Edvald Boasson Hagen | SKY    | + 43"    |
|      |                      |        |          |
| 44.  | Przemysław Niemiec   | LAM    | + 03'36" |
| 68.  | Maciej Paterski      | LIQ    | + 04'16" |
| 86.  | Rafał Majka          | SBS    | + 04'44" |
| 141. | Michał Gołaś         | VCD    | + 06'27" |

| Lp.  | Zawodnik           | Zespół | Czas      |
| ---- | ------------------ | ------ | --------- |
| 1.   | Bradley Wiggins    | SKY    | 8h 41'37" |
| 2.   | Cadel Evans        | BMC    | + 01' 11" |
| 3.   | Janez Brajkovič    | RSH    | + 01'21"  |
|      |                    |        |           |
| 59.  | Maciej Paterski    | LIQ    | + 06'29"  |
| 64.  | Rafał Majka        | SBS    | + 07'07"  |
| 108. | Przemysław Niemiec | LAM    | + 12'34"  |
| 121. | Michał Gołaś       | VCD    | + 14'03"  |

### Etap 4: 9 czerwca 2011:La Motte-Servolex–Mâcon173,5 km
| Lp.  | Zawodnik             | Zespół | Czas      |
| ---- | -------------------- | ------ | --------- |
| 1.   | John Degenkolb       | THR    | 4h 15'41" |
| 2.   | Edvald Boasson Hagen | SKY    | + 0"      |
| 3.   | Juan José Haedo      | SBS    | + 0"      |
|      |                      |        |           |
| 20.  | Maciej Paterski      | LIQ    | + 0"      |
| 96.  | Przemysław Niemiec   | LAM    | + 0"      |
| 122. | Rafał Majka          | SBS    | + 0"      |
| 123. | Michał Gołaś         | VCD    | + 0"      |

| Lp.  | Zawodnik           | Zespół | Czas       |
| ---- | ------------------ | ------ | ---------- |
| 1.   | Bradley Wiggins    | SKY    | 12h 57'18" |
| 2.   | Cadel Evans        | BMC    | + 01'11"   |
| 3.   | Janez Brajkovič    | RSH    | + 01'21"   |
|      |                    |        |            |
| 57.  | Maciej Paterski    | LIQ    | + 06'29"   |
| 62.  | Rafał Majka        | SBS    | + 07'07"   |
| 106. | Przemysław Niemiec | LAM    | + 12'34"   |
| 119. | Michał Gołaś       | VCD    | + 14'03"   |

### Etap 5: 10 czerwca 2011:Villars-les-Dombes–Les Gets210 km
| Lp. | Zawodnik             | Zespół | Czas      |
| --- | -------------------- | ------ | --------- |
| 1.  | Christophe Kern      | EUC    | 5h 05'03" |
| 2.  | Chris Anker Sørensen | SBS    | + 07"     |
| 3.  | Thomas Voeckler      | EUC    | + 09"     |
|     |                      |        |           |
| 49. | Rafał Majka          | SBS    | + 01'21"  |
| 59. | Maciej Paterski      | LIQ    | + 01'21"  |
| 79. | Michał Gołaś         | VCD    | + 04'53"  |
| 85. | Przemysław Niemiec   | LAM    | + 07'43"  |

| Lp. | Zawodnik           | Zespół | Czas       |
| --- | ------------------ | ------ | ---------- |
| 1.  | Bradley Wiggins    | SKY    | 18h 02'30" |
| 2.  | Cadel Evans        | BMC    | + 01'11"   |
| 3.  | Janez Brajkovič    | RSH    | + 01'21"   |
|     |                    |        |            |
| 43. | Maciej Paterski    | LIQ    | + 07'41"   |
| 46. | Rafał Majka        | SBS    | + 08'19"   |
| 89. | Michał Gołaś       | VCD    | + 18'47"   |
| 94. | Przemysław Niemiec | LAM    | + 20'08"   |

### Etap 6: 11 czerwca 2011:Les Gets–Allevard192,5 km
| Lp.  | Zawodnik              | Zespół | Czas      |
| ---- | --------------------- | ------ | --------- |
| 1.   | Joaquim Rodríguez     | KAT    | 5h 12'47" |
| 2.   | Robert Gesink         | RAB    | + 31"     |
| 3.   | Jurgen Van den Broeck | OLO    | + 39"     |
|      |                       |        |           |
| 25.  | Maciej Paterski       | LIQ    | + 04'22"  |
| 33.  | Rafał Majka           | SBS    | + 05'25"  |
| 75.  | Michał Gołaś          | VCD    | + 13'06"  |
| 127. | Przemysław Niemiec    | LAM    | + 21'29"  |

| Lp.  | Zawodnik            | Zespół | Czas       |
| ---- | ------------------- | ------ | ---------- |
| 1.   | Bradley Wiggins     | SKY    | 23h 16'11" |
| 2.   | Cadel Evans         | BMC    | + 01'26"   |
| 3.   | Aleksandr Winokurow | AST    | + 01'52"   |
|      |                     |        |            |
| 25.  | Maciej Paterski     | LIQ    | + 11'09"   |
| 31.  | Rafał Majka         | SBS    | + 13'17"   |
| 83.  | Michał Gołaś        | VCD    | + 30'59"   |
| 102. | Przemysław Niemiec  | LAM    | + 40'43"   |

### Etap 7: 12 czerwca 2011:Pontcharra–La Toussuire117,5 km
| Lp.  | Zawodnik           | Zespół | Czas      |
| ---- | ------------------ | ------ | --------- |
| 1.   | Joaquim Rodríguez  | KAT    | 3h 24'30" |
| 2.   | Thibaut Pinot      | FDJ    | + 08"     |
| 3.   | Robert Gesink      | RAB    | + 08"     |
|      |                    |        |           |
| 44.  | Rafał Majka        | SBS    | + 13'59"  |
| 48.  | Przemysław Niemiec | LAM    | + 13'59"  |
| 50.  | Maciej Paterski    | LIQ    | + 13'59"  |
| 113. | Michał Gołaś       | VCD    | + 24'38"  |

| Lp. | Zawodnik            | Zespół | Czas       |
| --- | ------------------- | ------ | ---------- |
| 1.  | Bradley Wiggins     | SKY    | 26h 40'51" |
| 2.  | Cadel Evans         | BMC    | + 01'26"   |
| 3.  | Aleksandr Winokurow | AST    | + 01'49"   |
|     |                     |        |            |
| 29. | Maciej Paterski     | LIQ    | + 24'58"   |
| 34. | Rafał Majka         | SBS    | + 27'06"   |
| 84. | Przemysław Niemiec  | LAM    | + 54'32"   |
| 85. | Michał Gołaś        | VCD    | + 55'27"   |

## Liderzy klasyfikacji po etapach
| Etap                 | Zwycięzca             | Klasyfikacja generalna | Klasyfikacja górska   | Klasyfikacja punktowa | Klasyfikacja młodzieżowa | Klasyfikacja drużynowa |
| -------------------- | --------------------- | ---------------------- | --------------------- | --------------------- | ------------------------ | ---------------------- |
| P                    | Lars Boom             | Lars Boom              | Sébastien Hinault     | Lars Boom             | John Degenkolb           | Rabobank               |
| 1                    | Jurgen Van den Broeck | Alexander Vinokourov   | Jurgen Van den Broeck | Alexander Vinokourov  | Edvald Boasson Hagen     | Team Sky               |
| 2                    | John Degenkolb        | Alexander Vinokourov   | Jurgen Van den Broeck | Joaquim Rodríguez     | Rob Ruijgh               | Team Sky               |
| 3                    | Tony Martin           | Bradley Wiggins        | Jurgen Van den Broeck | Bradley Wiggins       | Rui Costa                | Team Sky               |
| 4                    | John Degenkolb        | Bradley Wiggins        | Leonardo Duque        | John Degenkolb        | Rui Costa                | Team Sky               |
| 5                    | Christophe Kern       | Bradley Wiggins        | Leonardo Duque        | John Degenkolb        | Rui Costa                | Ag2r-La Mondiale       |
| 6                    | Joaquim Rodríguez     | Bradley Wiggins        | Leonardo Duque        | Joaquim Rodríguez     | Jérôme Coppel            | Ag2r-La Mondiale       |
| 7                    | Joaquim Rodríguez     | Bradley Wiggins        | Joaquim Rodríguez     | Joaquim Rodríguez     | Jérôme Coppel            | Ag2r-La Mondiale       |
| Klasyfikacja końcowa | Klasyfikacja końcowa  | Bradley Wiggins        | Joaquim Rodríguez     | Joaquim Rodríguez     | Jérôme Coppel            | Ag2r-La Mondiale       |

## Końcowa klasyfikacja generalna
| M-ce | Imię i nazwisko        | Drużyna            | Czas       |
| ---- | ---------------------- | ------------------ | ---------- |
| 1.   | Bradley Wiggins        | Team Sky           | 26h 40'51" |
| 2.   | Cadel Evans            | BMC Racing Team    | + 1'26"    |
| 3.   | Aleksandr Winokurow    | Team Astana        | + 1'49"    |
| 4.   | Jurgen Van den Broeck  | Omega Pharma-Lotto | + 2'10"    |
| 5.   | Joaquim Rodríguez      | Team Katusha       | + 2'51"    |
| 6.   | Christophe Kern        | Team Europcar      | + 3'05"    |
| 7.   | Jean-Christophe Péraud | Ag2r-La Mondiale   | + 3'30"    |
| 8.   | Kanstancin Siucou      | Team HTC-Columbia  | + 4'14"    |
| 9.   | Janez Brajkovič        | Team RadioShack    | + 4'22"    |
| 10.  | Thomas Voeckler        | Team Europcar      | + 4'31"    |